# Phaonia submystica
Phaonia submystica är en tvåvingeart som beskrevs av Xue och Cao 1989. Phaonia submystica ingår i släktet Phaonia och familjen husflugor. Inga underarter finns listade i Catalogue of Life.